# Viquipèdia en anglès bàsic
La Viquipèdia en anglès bàsic (en anglès: Simple English Wikipedia) és una edició de l'enciclopèdia en línia Wikipedia escrita en anglès bàsic. Aquest projecte fou iniciat el 17 de novembre del 2003 amb el propòsit confessat de proporcionar una enciclopèdia en línia per a "persones que tenen necessitats diverses, com ara estudiants, nens, adults amb dificultats cognitives, i qualsevol persona que vol aprendre anglès". El maig del 2014 ja disposa de més de 100.000 pàgines amb contingut, i té més de 350.000 usuaris registrats, 633 dels quals són contribuïdors actius actualment.

## Descripció
Els articles de la Viquipèdia en anglès bàsic solen ser més breus que els seus corresponents de la Viquipèdia en anglès, ja que, en general, només contenen informació bàsica sobre cada concepte: Tim Dowling, del diari The Guardian, explicava que "la versió en anglès bàsic tendeix a aferrar-se als fets comunament acceptats". La interfície està retolada d'una manera més simplificada que a la Viquipèdia en anglès. Per exemple, l'enllaç "Article a l'atzar" es diu més directament "Mostrar una pàgina qualsevol"; es convida els usuaris a "modificar" les pàgines, en lloc d'"editar"-les; els enllaços en vermell indiquen que l'article en qüestió es troba "encara no iniciat", en lloc de parlar d'una "pàgina inexistent". El projecte utilitza unes 2.000 paraules angleses comunes, i es basa en l'anglès bàsic.

## Recurs per aprendre anglès
L'estil més senzill de la Viquipèdia en anglès bàsic fa que sigui un instrument ideal per aprendre la llengua anglesa. La seva major simplicitat de vocabulari i de sintaxi facilita la comprensió de la informació. Els materials que componen la Viquipèdia en anglès bàsic constitueixen la base per a "Una enciclopèdia per a nens", un projecte de la campanya One Laptop per Child.